# Omaha-Ponca jezik
Omaha-Ponca jezik (mahairi, ponka, ppankka, umanhan; ISO 639-3: oma), indijanski jezik porodice siu kojim govori 85 ljudi (1986 SIL; 60 Omaha govornika 1993, V. Zeps) iz plemena Omaha i Ponca, čija etnička populacija iznosi 365 za Omahe i 163 za Ponce (2000 US popis). Svako ovo pleme govori svojim posebnim, jedan drugom razumljivim dijalektom.
Srodan je ostalim dhegiha jezicima osage [osa], quapaw [qua] i kansa [ksk]. Danas se njime služe jedino odrasle osobe, posebno za pogrebne i druge ceremonije (pow-wow), dok se za negovornike prevodi se na engleski [eng]

## Vanjske poveznice
- Ethnologue (14th)
- Ethnologue (15th)